# Maryse Delort
Maryse Delort, née vers 1931 à Forbach, est une femme française élue Miss Automobile et Miss Paris 1949, puis Miss France 1950. Elle est la 20e Miss France.

## Élection
L'élection a eu lieu à la plage du Prado, Marseille, au cours des premières heures de la nouvelle année à la fin d'un gala animé, organisé à l'Hôtel de la Plage, sur la corniche marseillaise. Le jury, présidé par Jean Benetti, eut à choisir la nouvelle reine parmi les douze concurrentes qu'une première élimination avait retenues trois jours auparavant.
Maryse Delort, Miss Automobile, remporte la couronne avec 50 points, devançant Miss Palm-Beach, Michèle Fargeot, avec 34 points, et Miss Juan-les-Pins, Claude Renault, avec 33 points,.